# Valdemaras Chomičius
Valdemaras Chomičius (nascut el 4 de maig 1959 a Kaunas, Lituània, URSS) és un exjugador de bàsquet lituà.
Jugava a la posició de Base i amidava 192 cm. Fou capità del Žalgiris Kaunas, club amb el qual guanyà tres campionats de l'URSS consecutius, els anys 1985-1987. A més, va jugar al Forum Valladolid, CAI Zaragoza i al Aprimatic Bologna (Sèrie A2) el 1990-1991.
També representà les seleccions de la Unió Soviètica i Lituània, amb les quals assolí nombroses medalles en Jocs Olímpics, Mundials i Europeus.
Com a entrenador, dirigí la selecció lituana i l'UNICS Kazan, com a entrenador assistent.

## Palmarès
- Jocs Olímpics: 
  - Medalla d'or: 1988
  - Medalla de bronze: 1992
- Campionat del Món de bàsquet: 
  - Medalla d'or: 1982
- Eurobasket: 
  - Medalla d'or: 1979, 1985
  - Medalla d'argent: 1987, 1995
  - Medalla de bronze: 1983, 1989
- Lliga soviètica de bàsquet: 1985, 1986, 1987